# Ted Monte
Theodore „Ted“ Mark Monte (* 22. Dezember 1963 in Denver, Colorado) ist ein US-amerikanischer Schauspieler, Drehbuchautor, Filmregisseur und Model.

## Leben
Monte wuchs auf einer Farm in der Nähe von Denver auf. Sein Berufswunsch war Tiermediziner, allerdings konnte sein Vater ihn davon überzeugen, an der Colorado State University Angewandte Mathematik und Wissenschaftliches Rechnen zu studieren. Seine damalige Freundin drängte ihn zeitgleich dazu, als Model zu arbeiten. Durch diese Erfahrungen beschloss er, sich dem Schauspiel zu widmen. Er zog nach New York City, um bei dem renommierten Schauspieltrainer Phil Gushee Schauspiel zu studieren. Während seines Schauspielstudiums arbeitete er als Model für Print- und Fernsehwerbung. Während seines Aufenthalts in New York spielte er an den Theatern Lincoln Center und am National Theatre DC. Er übernahm auch Hauptrollen.
1991 debütierte er in Nebenrollen in den Spielfilmen Gefährlicher Charme, Das Schweigen der Lämmer und Homicide – Mordkommission und übernahm dabei Rollen von Agenten oder Bodyguards. In den nächsten Jahren folgten weitere Besetzungen in Spielfilmen und einzelnen Episoden verschiedener Fernsehserien. Langfristige Fernsehserien-Rollen übernahm er 2008 in The Lair, 2017 in Schatten der Leidenschaft und 2018 in Break a Hip. Er spielte überwiegend in B-Movies und Low-Budget-Filmen, häufig in Tierhorrorfilmen wie 2005 in Island of Beasts oder 2011 in Supershark.
Monte ist seit 2003 mit der Schauspielerin Priscilla Barnes verheiratet. Das Paar lebt in Los Angeles.

## Filmografie (Auswahl)

### Schauspieler
- 1991: Gefährlicher Charme (Her Wicked Ways) (Fernsehfilm)
- 1991: Das Schweigen der Lämmer (The Silence of the Lambs)
- 1991: Homicide – Mordkommission (Homicide)
- 1994: Homicide (Fernsehserie, Episode 2x03)
- 1995: Attack of the 60 Foot Centerfold
- 1995: Lover’s Concerto
- 1996: Star Hunter
- 1997: Rapid Assault – Entscheidung im Atlantik (Rapid Assault)
- 1997: Butterscotch: How Sweet It Is
- 1997: Masseuse 2
- 1997: Hybrid
- 1997: Butterscotch: Mission Invisible
- 1998: Die kleine Hexe (Little Miss Magic)
- 1998: Mom, Can I Keep Her?
- 1999: Melrose Place (Fernsehserie, Episode 7x27)
- 1999: Fist of Doom
- 2000: Destination: Impact
- 2001: Raptor
- 2001: Venomous
- 2003: Final Examination
- 2003: Hades Night
- 2003: Treasure Hunt
- 2004: The Curse of the Komodo
- 2005: Glass Trap
- 2005: Island of Beasts (Komodo vs. Cobra) (Fernsehfilm)
- 2008: Solar Flare
- 2008: Bikini Royale (Fernsehfilm)
- 2008: The Lair (Fernsehserie, 5 Episoden)
- 2009: Heat Wave (Fernsehfilm)
- 2009: Vampire in Vegas
- 2009: Silent Venom
- 2009: Aliens on Crack
- 2009: Passion Betrayed
- 2009: Slice of Water (Kurzfilm)
- 2009: Dire Wolf
- 2010: Megaconda
- 2010: Turbulent Skies (Fernsehfilm)
- 2010: Star Struck (Kurzfilm)
- 2010: American Bandits: Frank and Jesse James
- 2011: Eiszeit – New York 2012 (2012: Ice Age)
- 2011: Supershark (Super Shark)
- 2011: Miracle (Kurzfilm)
- 2012: Undercovers (Fernsehserie, Episode 1x13)
- 2012: Collision Course
- 2012: Hatfields and McCoys: Bad Blood
- 2012: Jersey Shore Shark Attack (Fernsehfilm)
- 2012: Fraction (Kurzfilm)
- 2012: A Christmas Wedding Date (Fernsehfilm)
- 2013: Summoned (Fernsehfilm)
- 2013: Albert – Der unsichtbare Hund (Abner, the Invisible Dog)
- 2013: The Elm Tree (Kurzfilm)
- 2014: Gandhi and Cigarettes (Kurzfilm)
- 2014: Christmas in Palm Springs
- 2015: Eyewitness (Fernsehfilm)
- 2015: Microchip Jones (Fernsehserie, Episode 2x01)
- 2016: Unwanted Guest (Fernsehfilm)
- 2017: Schatten der Leidenschaft (The Young and the Restless) (Fernsehserie, 3 Episoden)
- 2017: Circus Kane
- 2018: Break a Hip (Fernsehserie, 2 Episoden)
- 2020: Un plan simple (Kurzfilm)

### Regie und Drehbuch
- 2018: The RA-6600: Girl Pop (Musikvideo)
- 2018: The RA-6600: DIG (Musikvideo)
- 2020: Un plan simple (Kurzfilm)